# Jean Théodore Lacordaire
Théodore Lacordaire o Jean Théodore Lacordaire (1 de febrero de 1801 – 18 de julio de 1870) fue un entomólogo belga de extracción francesa.
A pesar de su interés obvio en historia natural, su familia le envió a El Havre para estudiar "le droit", o leyes. En 1824,  embarcó para Buenos Aires donde devino en agente vendedor comercial. Viajó ampliamente por América del Sur, permitiéndole, en cada oportunidad, llevar a cabo muchas observaciones de la fauna local.
Georges Cuvier le sugirió  volver a París en 1830.  Allí  conoce a Pierre André Latreille, Jean Victoire Audouin, y André Marie Constante Duméril y participó  en la fundación de la Société entomologique de France. A fines de 1830, estuvo en Guyana para recoger especímenes de historia natural, regresando a Francia en 1832. En 1835, es profesor de zoología en la Universidad de Lieja donde trabajaba exitosamente Henri-Maurice Gaède (1795—1834). 
En 1837, es también profesor de Anatomía comparada, ocupándose activamente con las colecciones de zoología del museo de historia natural de la universidad de su nombramiento y mucho la enriqueció. A su muerte, ese museo de historia natural incluía una colección de 12.000 especies, con series de ornitología e ictiología. 
De 1834 a 1838, publicó Introduction à l'entomologie, comprenant les principes généraux de l'anatomie et de la physiologie des insectes', en tres volúmenes. En 1835, publicó Faune entomologique des environs de París. Pero su trabajo mejor fue Histoire naturelle des insectes, ″Genera″ des Coléoptères (1854–1876), un trabajo inmenso de 13 volúmenes que no finalizó antes de su muerte. Ese trabajo fue finalmente acabado por Félicien Chapuis.
En 1868, fue elegido miembro extranjero de la Academia sueca Real de Ciencias.
Uno de sus tres hermanos, Jean-Baptiste Henri Lacordaire, era un sacerdote dominicano y un importante liberal católico polemicista.

## Abreviatura (zoología)
La abreviatura Lacordaire  se emplea para indicar a Jean Théodore Lacordaire como autoridad en la descripción y taxonomía en zoología.